# フェデリーコ・ダ・モンテフェルトロ
フェデリーコ・ダ・モンテフェルトロ（Federico da Montefeltro, 1422年6月7日 - 1482年9月10日）は、イタリア・ルネサンス期のウルビーノ公国の君主である。傭兵隊長として活躍する一方、周囲に多くの文化人を集め、ウルビーノ宮廷に優雅なルネサンス文化を栄えさせた。フェデリーコ3世とも。

## 生涯
1422年、グイダントーニオ・ダ・モンテフェルトロの庶出の子として生まれた。
1433年、第3次ロンバルディア戦争（wars in Lombardy）のミラノ・ヴェネツィア戦において、父のグイダントーニオの敗戦と総司令官フランチェスコ・ブッソーネの解任の余波から、父のグイダントーニオがヴェネツィアとの契約を結ぶための人質としてフェデリーコはヴェネツィアに送られた。
ヴェネツィア時代には、総督フランチェスコ・フォスカリの支配下で、ヴィトリノ・ダ・フェルトレ（Vittorino da Feltre）の学校で幅広い教養を学んだ。フェデリーコは当時の名高い傭兵隊長の中で唯一学校を出た人物であった。また、フォスカリは先の第3次ロンバルディア戦争の影響で政治的には窮地の時期で、コジモ・デ・メディチもフェデリーコとは直接な接点はおそらくなかったと思われるがフィレンツェから追放されヴェネツィアに亡命している（共に英語版日本語版のウィキペディア参照）。
1438年、ミラノと契約していた傭兵隊長ニッコロ・ピッチニーノのもとで軍事的な修行を積んだ。第4次ロンバルディア戦争において、ミラノのヴェネツィアに対する大戦のブレア包囲に参加。このとき、ヴェネツィア総指揮官ジャンフランチェスコ1世・ゴンザーガが解雇され、ニッコロ・ピッチニーノと共にヴェネツィア戦を戦っている。「修行時代の残りは、ガッタメラタ、コッレオーニ、スフォルツァに対抗するロンバルディア陣営に勤務した」。
1439年、隣国のシギスモンド・マラテスタが父の領土を攻撃してきたため、帰郷して戦争に参加する。これ以降、シギスモンドとは長らくのライバルになる。
1442年、父グイダントーニオ死去。嫡子オッダントーニオがウルビーノ公位を継承した。
1444年、オッダントーニオは悪政により市民により城内の広場で殺害され、フェデリーコがウルビーノ公位を継承した。
先にフェデリーコはローマ教皇エウゲニウス4世によりマルケ獲得の戦いでフランチェスコ・スフォルツァを支持したため破門されていたが、1450年、教皇ニコラウス5世はこれを解除した。
また、フランチェスコ・スフォルツァのミラノ公昇格の祝賀の馬上槍仕合で右眼を失い、鼻を負傷した。
1451年、フェデリーコはナポリと対戦するフィレンツェと傭兵契約を結ぶ。これが傭兵将軍としての始まりである。隣国の傭兵隊長シギスモンドはナポリと契約するが裏切り、フィレンツェが有利になりナポリ王でもあったアラゴン王アルフォンソ5世と講和した。
1467年、バルトロメーオ・コッレオーニとモリネッラで戦った（Battle of Molinella）。「老コッレオーニが戦場に出た最後であり、最も騎士的作法の正しい二傭兵将軍の対戦として有名である。フェデリゴはヴェネチアに対するイタリア連合軍の司令官として出陣した。後にマキャヴェリが、この戦闘を、傭兵戦のいかさまぶりを嘲笑するために典型的な実例として掲げたものであるが―両傭兵軍は数時間に互って打ち合いをしたが一人も戦傷者がなかったと―、しかしこれは誤伝である。実際は双方共に数百人の戦死者があり、フェデリーコ自身あやうくその一人になるところであった。」。
　因みにこの戦争は、フィレンツェのメディチ家のピエロの時代に反メディチ派がフェラーラと組んだことから発端とした戦争である。
1472年、前年のヴォルテッラ暴動事件（明礬（みょうばん）の利権をフィレンツェが得るためにロレンツォが大量の処罰を行った事件）の鎮圧のために、フェデリーゴ・モンテフェルトロが軍事司令官を務める。
1478年、パッツィ家の陰謀から派生した、ナポリ・教皇とフィレンツェ・ヴェネツィア・ミラノによるパッツィ戦争において教皇側の総司令官となる。今まで基本的にはメディチ家よりに傭兵を行っていたがシクストゥス4世らの手引きによるものと、モンテフェルトロなりの言い分（フィレンツェの介入が教皇領を妨げている）があり参戦している。しかし、それ以後は教皇側に就くことは無かった。
1481年、ロレンツォのフィレンツェと再び友好関係になる。
1482年、教皇の甥ジローラモ・リーアリオがフェラーラに侵攻したことから始まった戦争で、ヴェネツィアとシクストゥス4世に対して、フィレンツェ・ナポリ・ミラノ・マントヴァの連合軍の総指揮を執る。ロレンツォ・デ・メディチは出陣の際、わざわざフェデリーコを出迎えた。しかし、マラリアが蔓延し、部下を見殺しにできず自身もマラリアに罹り死去。

## 評価
- フェデリーコは1444年に兄オッダントーニオ2世の死によりウルビーノ公を継いだ。ウルビーノ自体は小国であり、軍人として教皇領、ミラノ、ヴェネツィア、フィレンツェなどの傭兵隊長として活躍し、一度も負けたことのない名将として名を馳せていた。領国支配でも寛容であり、貧窮の者を助け、住民の声をよく聴いたため、すべての住民に慕われたという。

槍試合で片目を失い、そのためピエロ・デッラ・フランチェスカによる有名な作品を初めとして、ほとんどの肖像画が横顔で描かれている。
今日に名を残すのは、フェデリーコ在位当時の文化遺産やウルビーノ宮廷に集まった多くの文化人のためである。フェデリーコはアリストテレスやリウィウス、プルタルコスなどの古典文芸を愛読し、各地から写本を系統的に収集した。その蔵書はバチカン図書館をしのぐともいわれた。ブルクハルトは、ウルビーノの宮廷が全ヨーロッパで最も洗練されていたと賞賛している。
ピエロ・デッラ・フランチェスカは、ウルビーノ公国の近くの都市の故郷を拠点に活動していたが、その関係もありフェデリーコの蔵書から作られた図書館の出入りを許されている。また、ピエロ・デッラ・フランチェスカの元で一時働いたルカ・パチョーリも、働いていた時に許可を得て、『スムマ』執筆の際も訪れ、息子のグイドバルドの後援を得ている。
- ドゥカーレ宮殿（Ducal Palace, Urbino）は、1447年からフェデリーコが作らせたもので「ルネッサンス建築の最大の傑作の一つといわれる」[1]。それは、フェデリーコ自身芸術の中でも「特に建築に情熱をもち、建築を芸術の女王とし、知的並びに美的活動の頂点をなすものとした。彼自身建築学に詳しく、これに関連する学問、幾何学や技術にも詳しかったという」[1]。

軍事的城塞の要素がなく、「イタリアの君主中、無防備の宮殿を建てた最初の人」「近世最初の宮殿」 とも評価されている。

## 後継者
フェデリーコの跡を子のグイドバルドが継ぐが、病弱であり、1502年にチェーザレ・ボルジアの教皇軍が侵攻すると亡命した。その後、マントヴァに滞在し、チェーザレの失脚後にウルビーノ公として復帰した。グイドバルドの宮廷はバルダッサーレ・カスティリオーネの『宮廷人』の舞台としても知られる。

## 子女

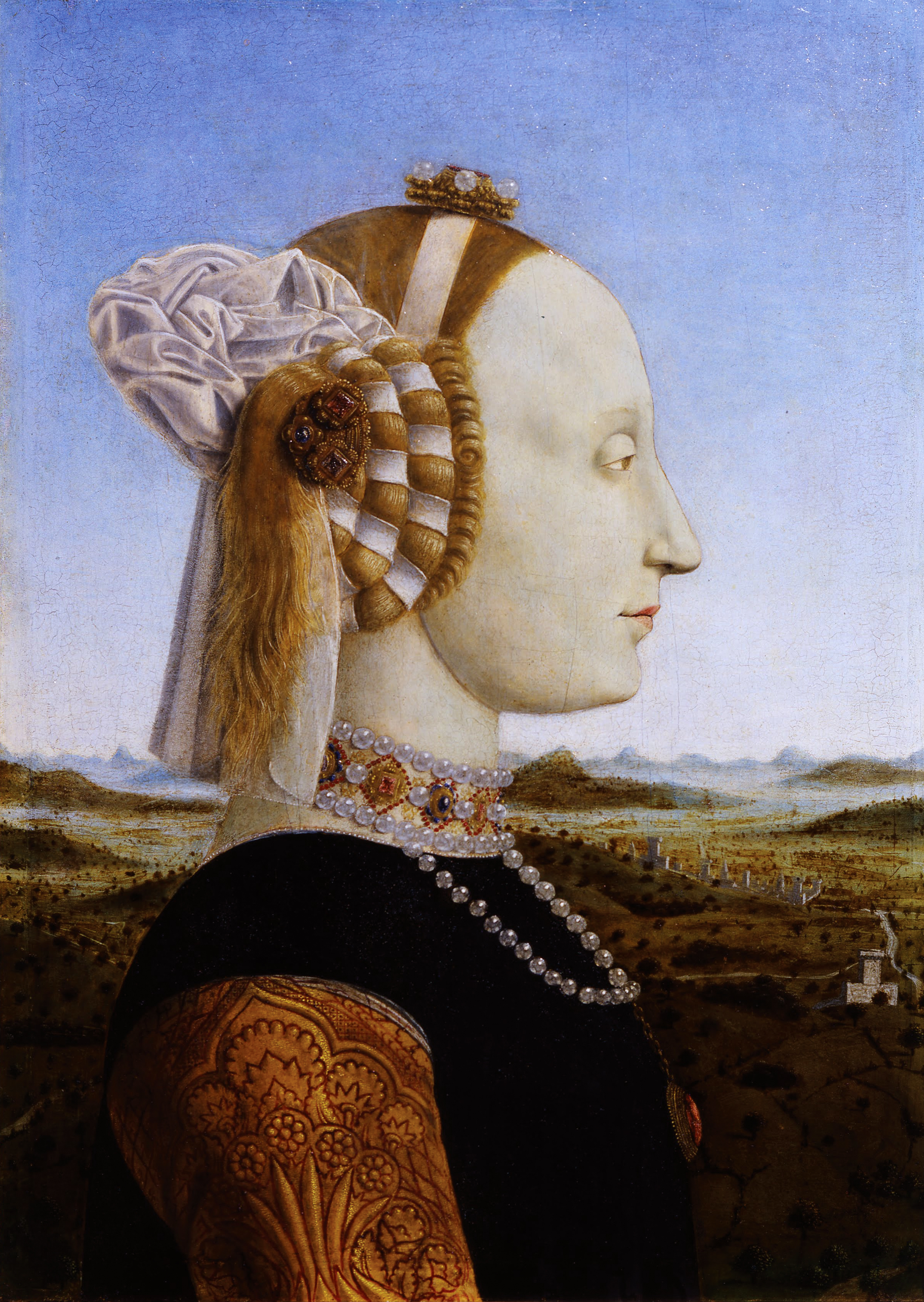
妻バッティスタ・スフォルツァの肖像（ピエロ・デッラ・フランチェスカ作）

1437年にメルカテッロ・ドゥランテ領主バルトロメオ・ブランカレオーニの娘ジェンティーレ（1457年没）と結婚したが、子はいなかった。
1460年にペーザロ伯アレッサンドロ・スフォルツァの娘バッティスタ（1446年 - 1472年）と結婚、以下の子女をもうけた。
- エリザベッタ（1461年 - 1510年） - 1475年にリミニ領主ロベルト・マラテスタと結婚
- ジョヴァンナ - 1474年にセニガッリア領主ジョヴァンニ・デッラ・ローヴェレと結婚、後のウルビーノ公フランチェスコ・マリーア1世の母
- アグネシーナ - 1474年にマリーノ領主ファブリツィオ・コロンナと結婚
- コスタンツァ - サレルノ侯アントネッロ・サンセヴェリーノと結婚
- ヴィオランテ - ガレオット・マラテスタと結婚
- キアラ - 修道女
- グイドバルド（1472年 - 1508年） - ウルビーノ公

また、以下の庶子がいる。
- ボンコンテ（1458年没）
- アントーニオ - エミリア・ピア・ダ・カルピと結婚
- ベルナルディーノ（1458年没）
- ジェンティーレ - サンターガタ領主アゴスティーノ・フレゴーソと結婚